# 司徒堯
司徒堯（英語：Szeto Yiu，1933年12月10日—2025年6月16日），是一名已退役香港足球運動員，活躍於1950年代，司職後衛，有「通天老倌」之稱號。他的兄長司徒文為同期足球員。

## 簡歷
司徒堯籍貫廣東開平，小時一家遷居上海，他年青時曾為當地聯賽球隊磐隊和鐵路隊效力。1950年代初因大陸政權更迭經兄長介紹來港，加入甲組球會九巴，出道初期司職翼鋒，後改踢後衛。1956年後，他輾轉效力過傑志、東華、東方等球會。
1961年，司徒堯退出香港球壇，與哥哥一同到英國謀生。他們在雷德卡中餐館打工，負責餐廳管理並曾嘗試踢業餘聯賽。當年，司徒兄弟與好友吳添來曾到英國球會米杜士堡試腳。根據姚卓然的回憶，曾有外國球會邀請司徒堯作職業球員。
移民英國後，司徒堯長居於蘇格蘭愛丁堡，後來營商有道，開設了一間中菜館名「杏花樓」，菜館曾接待後來成為名帥的費格遜。他曾擔任「愛華港僑會」主席，期間服務僑居當地的華人。1970至80年代，司徒堯為多間香港球會穿針引線，引進蘇格蘭外援球員。
2010年代末，年事已高的他重返香港居住，2025年6月16日因病逝世。

## 國際賽生涯
司徒堯曾代表香港足球代表隊出席多項洲際比賽。1954年，司徒堯代表香港出戰馬尼拉亞運會足球賽。1956年，隨香港以東道主身份參加首屆亞洲盃足球賽決賽周。1957年，赴吉隆坡為香港贏得首屆默迪卡盃冠軍。1958年，代表香港出戰東京亞運會足球賽。

## 榮譽
九巴
- 香港甲組足球聯賽冠軍（1953–54季度）

傑志
- 香港高級組銀牌冠軍（1959–60季度）

香港代表隊
- 默迪卡盃足球賽冠軍（1957年）

## 流行文化
1955年，司徒堯與其他7名當時得令的香港足球明星參與拍攝電影《蠻女鬥七雄》。「七雄」包括姚卓然、朱永強、陳輝洪、劉儀、侯澄滔、司徒文和司徒堯。